# Thunderbird Classic 1978
Thunderbird Classic 1978 - жіночий тенісний турнір, що проходив на відкритих кортах з твердим покриттям Arizona Biltmore Hotel у Фініксі (США). Належав до турнірів категорії AA в рамках Colgate Series 1978. Турнір відбувся увосьме і тривав з 2 жовтня до 8 жовтня 1978 року. Перша сіяна Мартіна Навратілова здобула титул в одиночному розряді й отримала за це 14 тис. доларів США.

## Фінальна частина

### Одиночний розряд
Мартіна Навратілова —  Трейсі Остін 6–4, 6–2
- Для Навратілової це був 11-й титул за сезон і 24-й — за кар'єру.

### Парний розряд
Трейсі Остін /  Бетті Стов —  Мартіна Навратілова /  Енн Сміт 6–4, 6–7, 6–2

## Розподіл призових грошей
| Дисципліна       | П       | F      | 3-тє   | 4-те   | ЧФ     | 1/8    | 1/16 |
| Одиночний розряд | $14,000 | $7,000 | $4,200 | $3,500 | $1,850 | $1,000 | $550 |

## Нотатки
1. ↑  Турніри з призовими для жінок принаймні 75 тис. доларів.[1]